# 灰角
灰角（史戈米殊語：Elḵsn）是加拿大卑詩省的一個海角，標誌着英吉利灣及布勒內灣的南部入口。該海角是爛船灣、塔灘（Tower Beach）及灰角海灘（Point Grey Beach）的所在地。最引人注目的是，自1925年以來，其頂部是卑詩大學的灰角校區。
第二次世界大戰期間，塔灘（Tower Beach）是潛艇瞭望塔及砲台的所在地，今卑詩大學灰角校區當時則是灰角軍事基地。瞭望塔遺跡今仍矗立，砲台遺跡已獲卑詩大學人類學博物館收納。
「灰角區」常被用作溫哥華社區西灰角區（West Point Grey）的簡稱。它是由佐治·溫哥華上校以他的戰友佐治·格雷上校命名的。一年前，西班牙人曾將其命名為蘭加拉角（Punta de Langara），以紀念水師提督胡安·德·蘭加拉。:99